# Élections constituantes de 1946 dans les Ardennes
Les élections constituantes françaises de 1946 se déroulent le 2 juin.

## Mode de scrutin
Les députés sont élus selon le système de représentation proportionnelle suivant la règle de la plus forte moyenne dans le département, sans panachage ni vote préférentiel. 
Il y a 586 sièges à pourvoir.
Dans le département des Ardennes, quatre députés sont à élire.

## Élus
Les quatre députés élus sont : 
|   | Député sortant |  | Groupe parlementaire | Député élu     |  | Groupe parlementaire |
| - | -------------- |  | -------------------- | -------------- |  | -------------------- |
| 1 | Pierre Lareppe |  | PCF                  | Pierre Lareppe |  | PCF                  |
| 2 | Jules Mouron   |  | PCF                  | Jules Mouron   |  | PCF                  |
| 3 | Jacques Bozzi  |  | SFIO                 | Andrée Viénot  |  | SFIO                 |
| 4 | René Penoy     |  | MRP                  | René Penoy     |  | MRP                  |

## Résultats

### Résultats à l'échelle du département
| Parti    | Parti                                          | Tête de liste  | Résultats | Résultats | Sièges |
| Parti    | Parti                                          | Tête de liste  | Voix      | %         | Sièges |
| -------- | ---------------------------------------------- | -------------- | --------- | --------- | ------ |
|          | Parti communiste français                      | Pierre Lareppe | 37 500    | 30,43     | 2      |
|          | Mouvement républicain populaire                | René Penoy     | 34 646    | 28,11     | 1      |
|          | Section française de l'Internationale ouvrière | Andrée Viénot  | 33 161    | 26,90     | 1      |
|          | Parti républicain de la liberté                | Marc Hannotin  | 13 476    | 10,93     | /      |
|          | Rassemblement des gauches républicaines        | Jean Malgras   | 4 472     | 3,63      | /      |
|          |                                                |                |           |           |        |
| Inscrits | Inscrits                                       | Inscrits       | 150 051   |           | 4      |
| Votants  | Votants                                        | Votants        | 124 934   | 83,26     |        |
| Exprimés | Exprimés                                       | Exprimés       | 123 255   | 98,66     |        |